# Pilar Cancela Rodríguez
Pilar Cancela Rodríguez (Stuttgart, 21 de agosto de 1967) es una política española. Es la secretaria de Estado de Migraciones (desde 2023). Anteriormente, fue secretaria de Estado de Cooperación Internacional (2021-2023); y secretaria del área de Políticas Migratorias y PSOE del Exterior en la Comisión Ejecutiva Federal del PSOE (2017).
Ha sido diputada en el Congreso de los Diputados por el Partido Socialista Obrero Español durante las XI, XII, XIII y XIV legislaturas.Y presidenta de la Comisión de Igualdad del Congreso de los Diputados (septiembre de 2016-julio de 2021).

## Biografía
Hija de emigrantes españoles, nació en Stuttgart en 1967, y pasó su infancia y juventud entre Alemania y Venezuela. Regresó a España y se instaló en la Galicia natal de sus padres con el objetivo de estudiar Derecho en la Universidad de Santiago de Compostela, en la cual se licenció en 1990. Cuenta con el título de Técnica Superior en Prevención de Riesgos Laborales. Desde 1993 trabaja como funcionaria en la Administración General de la Junta de Galicia; ha sido secretaria general del Consejo Gallego de Relaciones Laborales y directora general de Relaciones Laborales de 2002 a 2003 y de 2005 a 2009.
Fue secretaria de Organización del PSdeG. En diciembre de 2015 fue elegida diputada por La Coruña en el Congreso de los Diputados, siendo reelegida en 2016. En septiembre de ese mismo año fue elegida presidenta de la Comisión de Igualdad.
En junio de 2017 fue elegida secretaría del área de Políticas Migratorias y PSOE del Exterior en la ejecutiva de Pedro Sánchez.
En su labor en el Congreso, presidió la Subcomisión creada dentro de la Comisión de Igualdad para la elaboración del Pacto de Estado en materia de Violencia de Género, aprobado el 28 de septiembre de 2017 en el Pleno. En julio de 2021 dejó la presidencia de la Comisión de Igualdad, siendo sustituida el 30 de septiembre de 2021 por Carmen Calvo.
El 21 de julio de 2021 fue nombrada secretaria de Estado de Cooperación Internacional del Ministerio de Asuntos Exteriores que encabezó José Manuel Albares. Desempeñó este cargo hasta diciembre de 2023, cuando la ministra Elma Saiz, titular del Ministerio de Inclusión, Seguridad Social y Migraciones, la nombró secretaria de Estado de Migraciones.